# Upalung-Kloster
| Tibetische Bezeichnung             |
| ---------------------------------- |
| Tibetische Schrift: འུག་པ་ལུང        |
| Wylie-Transliteration: 'ug pa lung |
| Andere Schreibweisen: Upalung      |
| Chinesische Bezeichnung            |
| Vereinfacht: 邬巴龙寺; 邬巴隆寺    |
| Pinyin:Wubalong si                 |

Das Kloster Upalung (tib.  'ug pa lung) bzw. das Sur-Upalung-Kloster (zur 'ug pa lung dgon pa) ist ein im 11. Jahrhundert gegründetes Nyingma-Kloster bei Samzhubzê im Tanag (rta nag)-Tal in der Tsang-Region von Tibet. Es wurde 1055 von Surpoche Shakya Chungne (tib. zur po che shAkya 'byung gnas; 1002–1062) gegründet, der auch als Upalungpa bezeichnet wird. Er war ein bedeutender tibetischer Geistlicher und Gründer einer der Praxislinien der Nyingma-Schule des tibetischen Buddhismus. Er ist als der "Große Sur" der Drei Surs der Sur-Familie (zur) bekannt: 

„Er gründete das Upalung-Kloster und eröffnete damit ein Zentrum für die Vereinheitlichung der religiösen Tätigkeiten der Nyingma-Sekte. Mit seinen religiösen Tätigkeiten in diesem Kloster trieb er die Entwicklung und Vervollkommnung der Rituale der Nyingma-Sekte voran und beendete ihre Verstreutheit und Unstrukturiertheit. Damit trat sie in die Reihen der ordentlichen Sekten mit einem vollständigen Lehrgebäude, einem kompletten Satz von Ritualen und einer Tempelorganisation ein.“